# Al-Qash'a
al-Qashʿa (Arabo القشعة) è una città dello Yemen. Fu la capitale dello Sceiccato di Alawi nel sud dello Yemen.

## Storia
La città fu fondata nel 1743 dallo sceicco Sayel Bin Alawi al-Rabba'a, dopo che lasciò la sua casa a Najrān (attualmente in Arabia Saudita) per evitare i problemi tra la sua famiglia, la famiglia regnante di Najran, e la famiglia della moglie, regnante nel nord Yemen. In questo modo egli fondò il proprio sceiccato di Al Alawi in al-Qashʿa cercando di renderlo un luogo sicuro per la sua famiglia e gli abitanti. Lo sceiccato rimase in vigore fino al 1967.